# Passabém
Passabém est une municipalité brésilienne de l'État du Minas Gerais et la microrégion de Conceição do Mato Dentro.